# ذراع الميفوع (يهر)

تعديل مصدري - تعديل

ذراع الميفوع هي إحدى قرى عزلة يهر بمديرية يهر التابعة لمحافظة لحج، بلغ تعداد سكانها 139 نسمة حسب تعداد اليمن لعام 2004.